# Pristipomoides zonatus
Pristipomoides zonatus är en fiskart som först beskrevs av Valenciennes, 1830.  Pristipomoides zonatus ingår i släktet Pristipomoides och familjen Lutjanidae. Inga underarter finns listade i Catalogue of Life.